# 스티븐 추
스티븐 추(영어: Steven Chu, 중국어: 朱棣文, 병음: Zhū Dìwén 주디원[*], 한자음: 주체문, 1948년 2월 28일 ~ )는 미국의 물리학자이며, 미국의 제12대 에너지부 전 장관이었다.
중국계 미국인으로 이민 2세이다. 과학자로서 추는 레이저를 이용하여 원자를 냉각하고 가두는 연구로 1997년에는 윌리엄 대니얼 필립스, 클로드 코엔타누지와 함께 노벨 물리학상을 수상하였다.

## 생애
1948년 미국 세인트루이스에서 태어났다. 원래 추 가문은 장쑤성 타이창 시 근처 류허(중국어 간체자: 浏河, 정체자: 瀏河, 병음: Liúhé) 마을 출신이다. 추는 매우 학구적인 가정에서 태어났다. 아버지 주루진(중국어: 朱汝瑾, 병음: Zhū Rǔjǐn, 한자음: 주여근)은 타이창에서 태어났으며, 매사추세츠 공과대학교를 졸업한 워싱턴 대학교 세인트루이스 공학 교수였고, 어머니는 경제학자였다. 외할아버지 리슈톈(중국어 간체자: 李书田, 정체자: 李書田, 병음: Lǐ Shūtián, 한자음: 이서전)은 코넬 대학교를 졸업한 베이징 대학 공학 교수였고, 형 길버트 추(영어: Gilbert Chu, 중국어: 朱筑文, 병음: Zhū Zhùwén 주주원[*], 한자음: 주축문)는 스탠퍼드 대학교 의학 교수가 됐다.
1970년에 로체스터 대학교에서 수학 및 물리학 학사 학위를 받았고, 캘리포니아 대학교 버클리에 입학하여 1976년에 박사 학위를 수여받았다. 이후 1987년에 스탠퍼드 대학교에서 물리학 교수가 되었고, 2004년에 캘리포니아 대학교 버클리로 자리를 옮겼다. 버클리에서 추는 물리학과와 분자 세포 생물학과의 교수였으며, 2004년 8월 이래로 로렌스 버클리 국립 연구소의 소장이었다.
2009년 1월 21일 미국의 44대 대통령 버락 오바마 정부의 출범과 함께 미국 에너지부 장관이 됐다. 장관 지명 당시 캘리포니아 대학교 버클리 시절에 주로 생물학 분야에서 단일분자 레벨의 연구를 행했고, 지구 온난화를 막으려면 화석 연료로부터 벗어나야 한다고 주장했으며, 대체 에너지·핵 에너지에 대한 연구를 지지하였다. 2013년 4월 22일에 사직하였다.

## 같이 보기
- 미국 에너지부
- 로체스터 대학교